# De diadeem van Swaba
 De diadeem van Swaba  is een verhaal uit de Belgische stripreeks Piet Pienter en Bert Bibber van Pom.
Het verhaal verscheen voor het eerst in Gazet Van Antwerpen van 2 september 1963 tot 18 januari 1964 en als nummer 22 in de reeks bij De Vlijt.

## Personages
- Professor Eusebius Snuffel
- Omar Pacha Ahma
- Piet Pienter
- Bert Bibber
- Susan

## Albumversies
De diadeem van Swaba verscheen in 1964 als album 22 bij uitgeverij De Vlijt. In 1998 gaf uitgeverij De Standaard het album opnieuw uit.